# Святі Гори (національний природний парк)

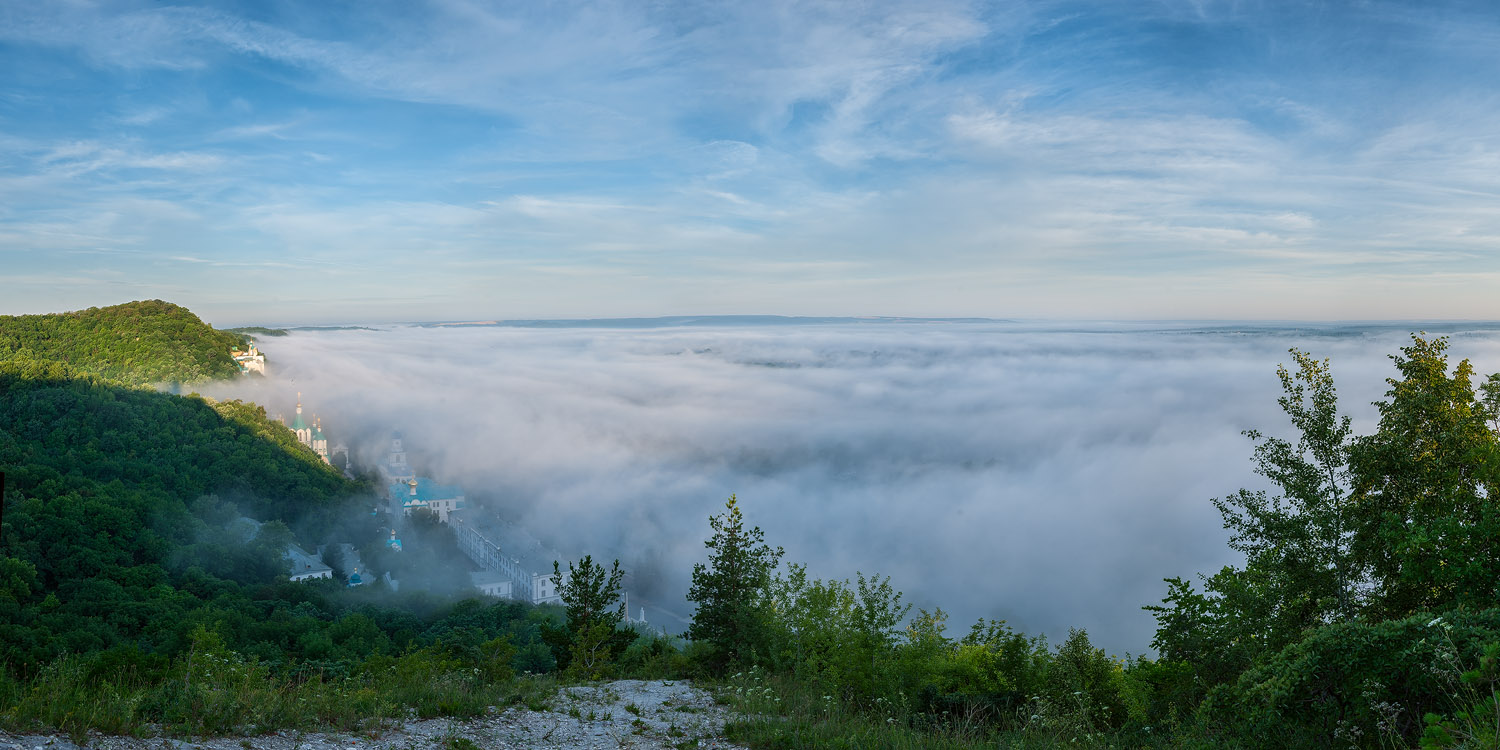
Долина Сіверского Дінця у тумані

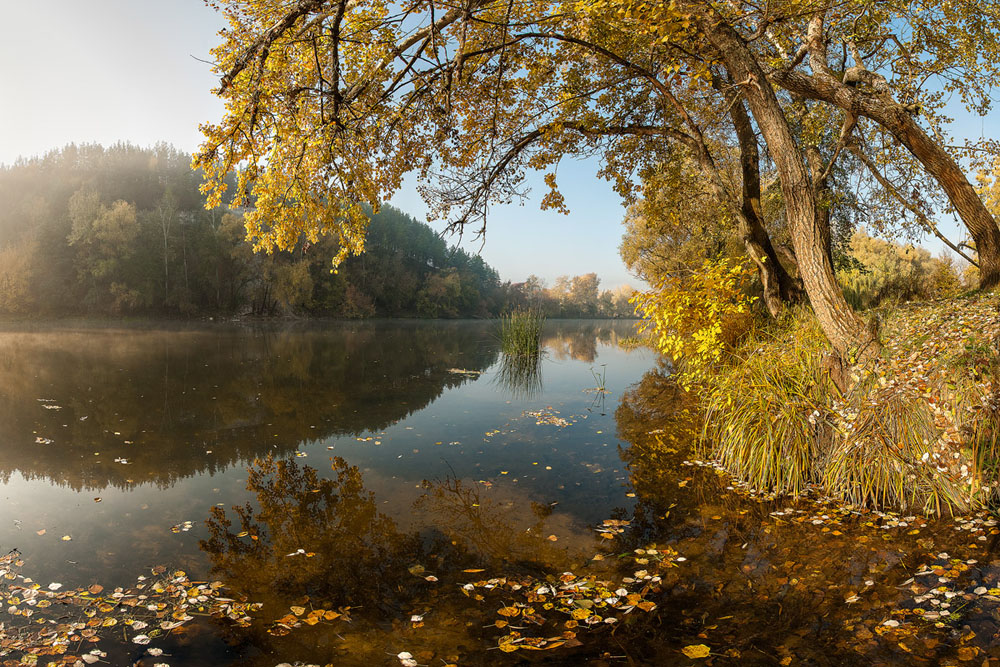
Сіверский Донець восени

Націона́льний приро́дний парк «Святі́ Го́ри» — національний природний парк, розташований в північній частині Донецької області, в Бахмутському і Краматорському районах. Створений 13 лютого 1997 року Указом Президента України № 135/97.

## Розташування
Парк в основному протягнувся уздовж лівого берега річки Сіверський Донець із великими виступами на правому березі. У 2008 році крейдяні гори на території національного природного парку «Святі гори» потрапили в Top-100 всеукраїнського конкурсу «Сім природних чудес України». Загальна площа парку — 40 589 га, із них у власності парку перебуває 11 878 га.
Зазнав великої руйнації під час війни на сході України, особливо в ході російського вторгнення в Україну, коли більша частина парку перебувала в районі ведення бойових дій. Додаткова, з цього питання, інформація міститься у статті про екологічні наслідки війни на сході України

## Історія створення
Вперше пропозиція створити національний парк у Святих горах була опублікована В.Талієвим у 1913 році у Бюлетенях Харківського товариства любителів природи. Вже за рік, пропозиція була також згадана у його книжці «Охороняйте природу» як приклад природної території, що потребує заповідання на Харківщині.

## Природне значення

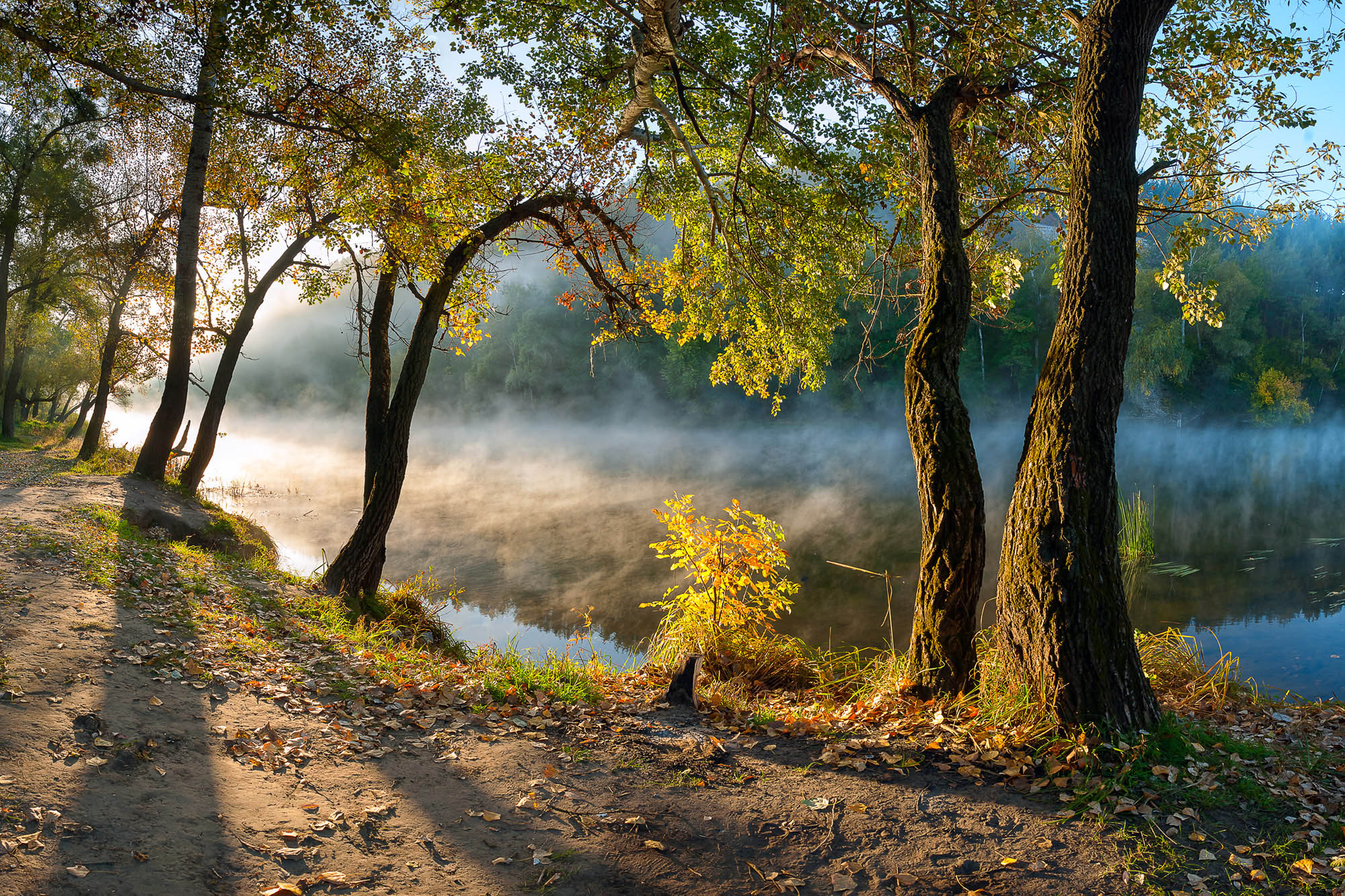
Ранок у «Святих горах»

У парку знаходяться крейдяні гори, на яких збереглися рідкісні рослини, наприклад, сосна крейдяна збереглася з дольодовикового періоду.
Флора: загальна кількість видів рослин, що зростають на території парку — 943, з них 48 занесені в Червону книгу України. Охороняється рослинність долини річки Сіверський Донець: реліктові бори сосни крейдяної, реліктові та ендемічні рослинні угрупування на відшаровуваннях крейди, байрачні ліси, степи, лугова і болотяна рослинність заплав. Флора налічує 20 ендемічних видів..
Фауна: на території парку живуть 256 видів тварин, з них 50 занесені в Червону книгу України. Фауна налічує 43 види ссавців, 194 — птахів, 10 — плазунів, 9 — земноводних, 40 — риб.

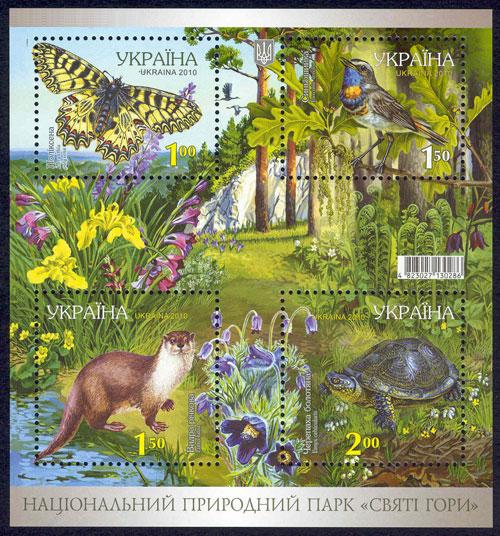
«Святі Гори», поштова марка України (2010)

## Історичне значення
На території парку знаходиться 129 об'єктів археології (від палеоліту до середньовіччя), 73 пам'ятники історії. У 1980 році на нинішній території парку був заснований державний історико-культурний заповідник. Основу комплексу пам'ятників заповідника складає — Свято-Успенська Святогірська Лавра (заснована в XIII — XVI століттях, статус лаври отримала в 2005 році), розташована на скелястому правом березі Сіверського Дінця. До комплексу історичних пам'ятників також відноситься монументальна скульптура Артема роботи І. Кавалерідзе. Поруч із пам'ятником розташований Меморіал німецько-радянської війни.
На території парку побудовані шосейні дороги й залізниці, розташований ряд населених пунктів (у тому числі — місто Святогірськ). З півдня до території парку примикає місто Слов'янськ.

## Території, що входять до складу НПП
Нерідко, оголошенню національного парку або заповідника передує створення одного або кількох об'єктів природно-заповідного фонду місцевого значення. В результаті, великий НПП фактично поглинає раніше створені ПЗФ. Проте їхній статус зазвичай зберігають.
До складу Національного природного парку «Святі Гори» входять такі природні території:
- ботанічна пам'ятка природи загальнодержавного значення «Маяцька дача»
- лісовий заповідник місцевого значення «Урочище Сосна»
- лісовий заповідник місцевого значення «Заплава-1»
- пам'ятка природи «Дуб»
- Дендропарк Маяцького лісництва
- орнітологічний заказник місцевого значення «Болото Мартиненкове»
- загальнозоологічний заказдник місцевого значення «Чорний Жеребець»
- ботанічний заповідник місцевого значення «Конвалія»
- ландшафтний заповідник місцевого значення «Підпісочне»
- ландшафтний заповідник місцевого значення «Чернецьке»
- гідрологічна пам'ятка природи місцевого значення «Озеро Чернецьке»
- ландшафтний заказник місцевого значення «Соснові насадження»
- пам'ятка природи «Тополя»

## Виноски
1. ↑  Джерело: 7 Чудес України [Архівовано 9 березня 2008 у Wayback Machine.]
2. ↑  Через бойові дії на Донбасі зруйновано 5 заповідників
3. ↑  Російські окупанти майже повністю знищили національний парк "Святі гори". 19.01.2023, 22:13
4. ↑  Талиев В. Охраняйте природу! Бюллетени Харьковскаго общества любителей природы. № 4, 1913
5. ↑  Талиев В. Охраняйте природу! Харьков, 1914. — 16 с.
6. ↑  Джерело Національний природний парк «Святі Гори»

## Біблографія
- Геологические памятники Украины: справочник-путеводитель / Коротенко Н. Е., Щирица А. С., Каневский А. Я. и др. — Киев: Наук.думка, 1985. — 156 с.
- Брызгалин Г. А., Захаров С. С. Что такое национальные парки и для чего они учреждаются? — Харьков, 1919. — 95 с.
- Донбас заповідний: Наук.-інформац. довідник-атлас. — 2003. — 159 с.
- Заповедная природа Донбасса: Путеводитель / Сост. А. З. Дидова. — 2 изд., доп. — Донецк: Донбасс, 1987—168 с.
- Котов М. «Святі гори» на Артемівщині, як забуток природи // Вісник природознавства, 1927. — № 3-4. — С.190-196.
- Котов М. Новые заповедники на Украине // Природа, 1937. — № 8. — 105—108.
- Котов М. Святі Гори. Фенологічні спостереження // Щорічна метеорологічна характеристика України, 1923. — Ч.8. — К. — С.23-24.
- Котов М. І. Святі Гори Артемівської округи // Матеріали до охорони природи на Україні. Вип. 1. — Харків, 1928. — С. 115—126.
- Лавренко Е. М., Гептнер В. Г., Кириков С. В., Формозов А. Н. Перспективный план географической сети заповедников СССР (проєкт). // Бюллетень «Охрана природы и заповедное дело в СССР», 1958. — Вып. 3. — С. 3-87.
- Лавренко Є. Охорона природи на Україні // Вісник природознавства, 1927. — № 3-4. — С. 165.
- Постанова Президії Донецького Обласного Виконавчого Комітету «Про збереження та охорону пам'яток історії та природи» від 15.04.1938 р. — Науковий архів Маріупольського краєзнавчого музею. — № 5674–Д.
- Святые горы Харьковской губ., как «памятник природы» / Прив.-доц. В. И. Талиев; Харьк. о-во любителей природы. — Харьков: Типо-лит. М. Сергеева и К. Гальченка, 1914. — 20 с. — (Серия изданий «Охраняйте природу»; № 6).
- Шалит М. Заповідники та пам'ятки природи України. — Харків, 1932. — 76 с.